# Castillo de Villavieja
El castillo de Villavieja, también conocido como antiguo castillo de Nules, es un monumento catalogado de forma genérica como Bien de Relevancia Local, según consta en la Dirección General de Patrimonio Artístico de la Generalidad Valenciana, con el número de identificación: RI-51-0011002 y fecha de anotación ministerial 18 de marzo de 2003.
Situado a las afueras del núcleo urbano de Villavieja (Castellón), en la comarca de la Plana Baja, en el conocido como Camí de les Coves, en lo alto de la colina de San Sebastián y a 146 metros de altura, su estado actual es de total abandono y ruina.

## Historia
El municipio de Villavieja se considera el núcleo originario de la actual población de Nules, siendo el asentamiento romano conocido como “Nubles” o “Noulas” (que aparece citado en los itinerarios de las vías romanas), del que se conservan los restos de un santuario hispanorromano, el origen de esta localidad.
La población actual es la que se originó con el asentamiento musulmán que tuvo lugar alrededor del siglo X, época de la construcción de su castillo sobre los restos de los asentamientos iberos y romanos, dependiendo de él numerosas alquerías de la zona, que con el tiempo acabaron convirtiéndose en poblaciones independientes. También era conocida en esta época por pertenecer al reino de Tortosa.
La conquista cristiana de la plaza se produjo en la Cuaresma del año 1238, como efecto colateral de la reconquista a los musulmanes de Burriana. La localidad fue cedida por el rey Jaime I de Aragón en el año 1251 a Guillem de Montcada, pasando más tarde a la familia Centelles.
Tras la muerte de Guillem de Montcada, el castillo pasó a su hijo Guillem Ramón, quien se lo legó a su vez a su hijo Ramón. Durante el tiempo que estuvo en manos de este último, se sabe que al menos residían en el castillo diez hombres, que tenían a su cargo el mantenimiento y limpieza de la plaza. El 18 de noviembre de 1314 el rey autorizó la venta por parte de Ramón de Moncada de la ciudad, el castillo y el término de Nules al noble Gilabert de Centelles, y es de este modo como llega a manos de este linaje valenciano.
En 1316, Gilabert prestaba homenaje delante del rey como señor del castillo, concediéndole el rey la autorización para recuperar todas las posesiones y derechos que tenía antaño el castillo. Recuperadas las posesiones y derechos el castillo se convierte en el punto de referencia para designar el territorio donde se asentaban las cuatro poblaciones que configuraban la baronía: La Vilavella, Moncofa, La Pobla de Nules y Mascarell. En el año 1321 Guillem Ros que vuelva a ejercer el cargo de baile del castillo por mandato de Jaime II de Aragón.
En el siglo XIV, además de las estancias donde habitaban los señores, el castillo poseía una capilla dedicada a Santa María y San Jaime. Pero en el año 1364 fue arrasado por Pedro I de Castilla, dejando parte del castillo inutilizable y la capilla destruida. Se procedió a su reconstrucción y a lo largo del siglo XV se instaló en la torre central una nueva capilla, así como un interesante pavimento de Alfardons i manisetes, decorados con el escudo de los Centelles y las leyendas “Cent dol.lors a un plaer” y “Condes vells, baralla nova”, del que se conservan restos en la actualidad.
En el 1481 el castillo consta como inhabitado y con las puertas abiertas, con lo que se comienza su etapa de abandono que llega a su actual estado de ruinas.

## Descripción
Presenta planta irregular y muy alargada, fruto de su adaptación a la morfología de la colina en la que se ubica.
Las excavaciones han demostrado que el castillo se construyó sobre anteriores construcciones de épocas ibérica y romana.
La torre del Homenaje, de planta cuadrada, y situada encima de una cisterna árabe (de la que se conservan restos), se ubicaba en el centro de la plaza.
Actualmente pese a su estado ruinoso, pueden verse parte de las murallas y torres.